# 微小转跗蛛
微小转跗蛛（学名：Talavera minuta）为跳蛛科转跗蛛属的动物。分布于中国辽宁。